# Bematistes intermedia
Bematistes intermedia är en fjärilsart som beskrevs av Aurivillius 1899. Bematistes intermedia ingår i släktet Bematistes och familjen praktfjärilar. Inga underarter finns listade i Catalogue of Life.